# Krinichkí (Kamianské)
Krinichkí (en ucraniano: Кринички) es un pueblo ucraniano perteneciente al óblast de Dnipropetrovsk. Situado en el centro del país, es parte del raión de Kamianské y centro del municipio (hromada) de Krinichkí.

## Toponimia
El nombre del lugar en ruso es Krinichkí (en ruso: Кринички). 

## Geografía
Krinichkí se encuentra a ambas orillas del río Mokra Sura, un afluente derecho del Dniéper, 19 km al sur de Kamianské y a 40 km al suroeste de Dnipró.   

## Historia
Krinichkí fue fundada en 1769 por los cosacos de Zaporiyia.   
A principios del siglo XX, los cambios socioeconómicos llevaron a que Krinichkí se convirtiera en un centro comercial, de modo que en 1908 se convirtió en uno de los pueblos más grandes de la provincia. Durante la industrialización de la Unión Soviética en la década de 1940, muchas personas emigraron a ciudades industriales, por lo que la población volvió a caer.   
Durante la Segunda Guerra Mundial, este pueblo estuvo bajo ocupación alemana del 16 de agosto de 1941 al 27 de octubre de 1943. 
Desde 1958, Krinichkí recibió el estatus de asentamiento de tipo urbano.
Krinichkí fue centro del raión de Krinichki hasta 2020, año en el que se hizo una reforma administrativa que redujo el número de raiones del óblast de Dnipropetrovsk a siete, y la ciudad pasó a ser parte del raión de Kamianské.En 2023, la localidad perdió el estatus de asentamiento de tipo urbano debido a la eliminación de este estatus administrativo.

## Demografía
La evolución de la población de Krinichkí entre 1859 y 2022 fue la siguiente:
| 2587                                                          | 4363 | 2410 | 10 139 | 6031 | 3028 | 3936 | 4945 | 4733 | 4378 | 4302 | 3970 |
| (Fuente: Cities & Towns of Ukraine y UKRAINE: Größere Städte) |      |      |        |      |      |      |      |      |      |      |      |

Según el censo de 2001, la lengua materna de la mayoría de los habitantes, el 95,43%, es el ucraniano; del 3,76% es el ruso.

## Infraestructura

### Transporte
Krinichkí se encuentra en una carretera asfaltada que conecta Kamianské con Svitlogirske. En Svitlogirske, tiene acceso a la autopista M04 que conecta Dnipró y Kropivnitski.

## Personas ilustres
- Isaak Mints (1896-1991): principal historiador soviético de principios y mediados del siglo XX.